# فنازوسین
فنازوسین (انگلیسی: Phenazocine) (با نام‌های تجاری پرینادول، نارفن) یک داروی ضددرد اپیوئیدی است که مربوط به پنتازوسین است و نمایه‌ای از اثرات مشابه دارد.
اثرات فنازوسین شامل بی‌دردی و سرخوشی است، همچنین ممکن است شامل بدحالی و توهم در دوزهای بالا باشد که به احتمال زیاد به دلیل اثر در گیرنده‌های κ-اپیوئیدی و σ است.
به نظر می‌رسد فنازوسین یک مسکن بسیار قوی تر با عوارض جانبی کمتر نسبت به پنتازوسین است که احتمالاً به دلیل نسبت اتصال μ/κ مطلوب‌تر است. فنازوسین مسکن بسیار قوی‌تری نسبت به پنتازوسین و سایر داروهای سری بنزومورفان است که احتمالاً به دلیل وجود یک جایگزین N-فناتیل است که به افزایش فعالیت μ-اپیوئیدی در بسیاری از کلاس‌های مسکن‌های اپیوئیدی معروف است.

در نتیجه، فنازوسین چهار برابر مورفین به عنوان یک مسکن قدرت دارد. همچنین باعث اسپاسم اسفنکتر اودی نمی‌شود و آن را برای درمان درد صفراوی یا پانکراس مناسب‌تر از مورفین می‌کند.